# Vasa stadsvapen

Vasa stadsvapen

Vasa stadsvapen innehåller en vase, släkten Vasas vapenbild. År 1611 erhöll orten Mustasaari stadsprivilegier av kung Karl IX och fick också namn av kungens ätt. Senaten för Finland (regeringen) tilldelade Vasa stad Frihetskorsets orden den 2 maj 1918 för stadens insatser under inbördeskriget, då senaten tillfälligt hade omlokaliserat sig dit emedan Helsingfors var i de röda styrkornas händer. Bandet som korset hänger i är ett unikt band för stadens frihetskors.